# Atletik
Atletik er en idrætsgren, som af består af løbe-, spring- og kastediscipliner. Ordet atletik stammer fra det græske ord athlos, som betyder konkurrence.
Atletik var på programmet under de første antikke olympiske lege 776 f.Kr.. Flere af atletikkens discipliner blev som konkurrencer grundlagt i det antikke Grækenland. Men til forskel fra nutiden konkurrerede de græske atleter fuldkommen nøgne (Gymnos betyder nøgen på græsk).
Atletik kom med på programmet, da de moderne olympiske lege begyndte i 1896. Kvinder deltog første gang i legene i 1928 i Amsterdam. Atletik har været på OL-programmet siden.
Atletik i moderne tid bliver oftest arrangeret på et atletikstadion med en 400 meter lang løbebane. Disciplinerne kast og spring udføres i banens inderkreds. Landevejs-, gade- og crossløb arrangeres uden for atletikstadion. 
International Association of Athletics Federations er en international organisation, som formidler de overordnede mål i international atletik. Den blev grundlagt i 1912. I Danmark organiseres atletik af Dansk Atletik Forbund

## Discipliner
De forskellige discipliner inden for atletik kan inddeles i tre kategorier; banekonkurrencer, kast- og springkonkurrencer og mangekamp. De fleste atleter har kun som mål at dygtiggøre sig i en enkelt af disse discipliner, i en enkelt kategori. For atleter, der dyrker mangekamp, er målet dog at dygtiggøre sig i flere discipliner i de forskellige kategorier. Banekonkurrencer går ud på, at man løber bestemte distancer på en bane — i hække- og forhindringsløb er der forhindringer på banen. Der er også stafetløb, hvor en atlet løber og afleverer en depeche til sin holdkammerat efter en bestemt distance osv.
I springkonkurrencer bliver atleterne bedømt på enten højden eller længden på deres spring. Udførelsen af længdespring bliver målt fra en markering, og alle atleter, der træder over denne markering, bliver dømt ude. Ved højdespringskonkurrencer skal atleterne få kroppen over en stang uden at vælte den ned. De fleste springkonkurrencer er uden hjælpemidler, dog anvender atleterne specialfremstillede stave til at skubbe sig selv op i luften i stangspring. 
I kastekonkurrencerne kyles en tung kugle, et spyd eller en diskos fra et fast punkt. Atleterne bliver bedømt efter, hvor langt de kaster genstanden. Mangekamp involverer den samme gruppe af atleter, der her konkurrerer i flere discipliner. Der gives point i hver konkurrence, og den atlet, der har flest point efter konkurrencerne, er som vinder.
| Banekonkurrencer       | Banekonkurrencer    | Banekonkurrencer | Banekonkurrencer                                                                  | Banekonkurrencer              | Kast- og springkonkurrencer                    | Kast- og springkonkurrencer              | Mangekamp                       |
| Sprinter               | Mellemdistance      | Langdistance     | Hækkeløb                                                                          | Stafetter                     | Spring                                         | Kast                                     | Mangekamp                       |
| ---------------------- | ------------------- | ---------------- | --------------------------------------------------------------------------------- | ----------------------------- | ---------------------------------------------- | ---------------------------------------- | ------------------------------- |
| 60 m 100 m 200 m 400 m | 800 m 1500 m 3000 m | 5000 m 10.000 m  | 60 m hækkeløb 100 m hækkeløb 110 m hækkeløb 400 m hækkeløb 3000 m forhindringsløb | 4×100 m stafet 4×400 m stafet | Længdespring Trespring Højdespring Stangspring | Kuglestød Diskoskast Hammerkast Spydkast | Pentathlon Heptathlon Decathlon |

- Bemærk: Discipliner i kursiv afholdes kun ved indendørs verdensmesterskaber.

### Løb

#### Sprint
Løb over korte distancer, også kaldt sprint, er blandt de ældste løbekonkurrencer. De første 13 udgaver af Antikkens Olympiske Lege bestod kun af en enkelt disciplin, stadion (løb), hvilket var et løb fra den ene til den anden ende af stadionet. I sprintkonkurrencer ligger fokus på, at atleterne opnår og fastholder den hurtigst mulige topfart. I dag bliver der officielt, både ved de olympiske lege og ved udendørs verdensmesterskaber, konkurreret i tre typer af sprinter; 100-meter, 200-meter og 400-meter. Disse sprinter har deres rødder tilbage til løb under britiske standardmål som sidenhen er skiftet til metersystemet: 100 m er udviklet fra 100 yard dash, 200 m distancen kommer fra furlong (eller 1/8 mile) og 400 m er efterkommeren til 440 yard dash eller kvart-mile løb.
På professionelt niveau begynder sprinterne løbet ved at indtage en sammenkrøbet stilling i startblokkene, før de læner sig frem og gradvist bevæger sig ind i en oprejst position i takt med at løbet er i gang, og de kommer op i fart. Atleterne forbliver i den samme løbebane igennem hele sprinten, dette gælder for alle typer af sprinter på nær 400 m indendørs. Løb op til 100 m distancen er i høj grad fokuseret omkring forøgelse af en atlets maksimale fart. Alle sprinter udover denne distance omfatter en stigende grad af udholdenhed. Menneskelig fysiologi bestemmer at en løbers nær-tophastighed ikke kan fastholdes mere end tredive sekunder eller der omkring, fordi der bliver opbygget mælkesyre så snart benmusklerne begynder at rammes af ilttab. Tophastighed kan kun blive fastholdt i op til 20 meter.
60 m løbet er et almindeligt indendørs løb som også anvendes til verdensmesterskaberne. Mindre almindelige løb omfatter 50 m, 55 m , 300 m og 500 m, som bliver løbet ved nogle gymnasie- og universitetskonkurrencer i USA. 150 m løbet, selvom det sjældent bliver konkurreret i, har en stjernebesat historie: Pietro Mennea satte en verdensrekord i 1983, de olympiske mestre Michael Johnson og Donovan Bailey kæmpede mand mod mand i distancen i 1997, og Usain Bolt forbedrede Menneas rekord i 2009.

#### Mellemdistance
De mest almindelige distancer indenfor mellemdistanceløb er 800 meter, 1500 meter og 1 mile løb, men også 3000 meter bliver populært klassificeret som et mellemdistanceløb. 880 yard løbet, også kendt som halv-mile løbet, var forfaderen til 800 meter løbet og har sine rødder tilbage til 1830'erne fra konkurrencer i Storbritannien. 1500 meter løbet opstod som et resultat af, at man løb tre omgange på en 500 meter bane, hvilket var normalen i det europæiske fastland i det 20. århundrede.
Løberne begynder løbet fra en startposition omkring en buet startlinje, og når de har hørt startpistolen trækker de ind mod den inderste bane for at følge den hurtigste vej til mål. I 800 m løb begynder atleterne ved forskudte startlinjer og først efter de første 100 m må de trække ind i den inderste bane. Denne regel blev indført for at reducere den mængde af fysisk skubben der er mellem løberne i begyndelsen af løbet. Fysiologisk set kræver mellemdistanceløb at atleterne både har god aerob- og anaerob energiproduktion samt en god fartudholdenhed.
1500 meter løbet og mile løbet har historisk været nogle af de mest prestigefyldte baneløb. De svenske rivaler Gunder Hägg og Arne Andersson slog hinandens verdensrekorder på 1500 meter og mile distancen flere gange i 1940'erne. Kendskabet til distancerne blev opretholdt af Roger Bannister, som (i 1954) var den første til at løbe en drømmemile, samt Jim Ryuns bedrifter opnåede på baggrund af udbredelsen af intervaltræning. I 1980'erne blev mellemdistanceløb karakteriseret med løbene mellem de britiske rivaler Sebastian Coe, Steve Ovett og Steve Cram. Fra 1990'erne og fremefter blev det nordafrikanere såsom Noureddine Morceli fra Algeriet og Hicham El Guerrouj fra Morokko som dominerede 1500 meter og mile løbene.
Udover ved de korte distancer ved sprinter bliver faktorer såsom atleternes reaktion og tophastighed mindre vigtige, mens kvaliteter såsom tempo, løbstaktik og udholdenhed bliver essentielt.

#### Langdistance
Indenfor atletikken konkurreres typisk i tre forskellige baneløb, som defineres som langdistanceløb: 3.000 meter, 5.000 meter og 10.000 meter. De to sidstnævnte løb er begge discipliner som løbes under OL og udendørs verdensmesterskabet, mens 3.000 meter løbet bliver afholdt ved IAAFs indendørs verdensmesterskaber. 5.000 og 10.000 meter løbene har deres historiske rødder i 3- og 6-mile løbene. 3.000 meter løbet var oprindeligt brugt som et langdistanceløb for kvinder, og var første gang på programmet ved verdensmesterskaberne i 1983 og på OL programmet i 1984. I 1995 blev det dog erstattet af et 5.000 meter løb for kvinder.
Hvis man ser på konkurrencereglerne og de fysiske krav, har langdistance baneløbene meget tilfælles med mellemdistance løbene. Dog bliver pacing, udholdenhed og løbstaktik meget større faktorer i præstationerne. Trods det har flere atleter opnået succes både i mellem- og langdistanceløb, heriblandt Saïd Aouita som satte verdensrekorder fra 1500 meter til 5000 meter. Brugen af fartholdere i langdistance løb er meget almindeligt på elite niveau, selvom de ikke er tilstede ved konkurrencer på mesterskabsniveau, da alle de kvalificerede deltagere ønsker at vinde.
Langdistance baneløbene blev populære i 1920'erne efter præstationerne af "Flying Finns", såsom den mangfoldige olympiske mester Paavo Nurmi. Bedrifterne af Emil Zátopek i 1950'erne fremmede intense intervaltrænings metoder, men Ron Clarkes verdensrekord slående bedrifter fastslog vigtigheden af naturlig træning og roligt løb. I 1990'erne så man flere nord- og østafrikanske løbere ved langdistanceløbenene, og især kenyanske og etiopiske atleter har siden forblevet dominerende ved disse løb.